# Rifugio Àfata
Il rifugio Àfata è un bivacco, situato in Valle Leventina sopra il paese di Giornico, a 1.669 m s.l.m.

## Caratteristiche e informazioni
L'infrastruttura in muratura possiede 18 posti letto, una stufa a legna, cucina a legna e a gas con stoviglie e padelle, dispone di acqua corrente, mentre i servizi igienici si trovano all'esterno; essa è di proprietà del patriziato di Giornico.

## Accessi
Sono due le vie principali per raggiungerlo, la prima sale da Giornico (400 m) e entra nella valle Cramosino, a metà vallata si sposta a sinistra raggiungendo la dorsale aperta sulla valle Leventina, il percorso è praticabile in circa 5 ore.
Leggermente più breve (poco meno di 3h) ma ancora più ripida quella che sale da Altirolo (frazione posta a nord ovest di Giornico), essa sale praticamente in linea retta, da prima supera lo sperone di roccia che porta alla frazione di Orsino (780 m), località raggiungibile anche con la macchina, poi in un bosco di conifere fino alla meta.